# Heinrich Panofka
Heinrich Panofka (Breslau, 3 d'octubre de 1807 - Karlsruhe, 18 de novembre de 1887) va ser un violinista, compositor, professor de cant i escriptor de música, alemany. Era germà de l'arqueòleg Theodor Panofka (1801-1858).
Primerament estudià Dret, però portat de la seva afició a la música, abandonà les lleis i residí successivament a Viena, Múnic i Berlín, fins que el 1834 s'establí a París com a professor de cant, hi fundat en aquesta ciutat, el 1842, una acadèmia. De 1842 a 1852 va romandre a Londres, on fou conductor de l'Òpera italiana, tornà després a París i el 1866 s'establí definitivament a Florència.
Publicà algunes obres per a violí i piano, diverses col·leccions de vocalitzacions i els mètodes de cant The practical singing tutor, L'arte del canto, Abécedaire vocal i Stimmen und Sänger.